# Chamonix hockey élite
‌
Le Chamonix hockey élite aussi appelé les Pionniers de Chamonix Mont-Blanc est une équipe professionnelle de hockey sur glace évoluant en Ligue Magnus et basée à Chamonix Mont-Blanc.
En 2016, un nouveau club issu de la fusion des Chamois de Chamonix et des Pingouins de Morzine-Avoriaz-Les Gets est créé. Il existe jusqu'en fin 2017 où les deux clubs se séparent et l'équipe revient alors à Chamonix.
L'équipe actuelle est dirigée par l'entraîneur Anatoli Bogdanov.

## Historique
- Fondation : 2016.
- Patinoire : Centre sportif Richard-Bozon
- Autres noms : l'équipe fut connue sous le nom des Chamois de 1910 à 1988 et des Huskies entre 1988 et 2001.
- Couleurs de l'équipe : maillot rouge, culotte noire et bas rouge à domicile ; maillot blanc ou noir, culotte rouge et bas blanc à l'extérieur.

### Fusion entre Chamois de Chamonix et Pingouins de Morzine (2016)
La professionnalisation progressive de la Ligue Magnus rend la survie difficile aux clubs historiques du hockey français. Chez les jeunes Chamonix s'associe avec le HC Mont-Blanc dès l'année 2011. Un temps rejoint par Annecy c'est finalement Morzine-Avoriaz qui vient compléter ce trio de formation pour les jeunes (HC74). Dès lors le rapprochement est en marche. Si une fusion est évoqué en 2013, elle est vite démentie par les deux clubs. Le passage à 12 en élite va finalement forcer les choses et après Megève et Saint Gervais ce sont deux nouveaux bastions qui s'unissent en senior pour rester au plus haut niveau.
La première saison de l'entente ne répond pas aux attentes des différentes parties. Après des problèmes sportifs l'entraîneur Stéphane Gros est licencié en cours de saison, Christophe Ville son successeur ne parvient pas à redresser la barre et l'équipe finie à la 12e place, synonyme de relégation.

### Départ des Pingouins de Morzine de la fusion (2017)

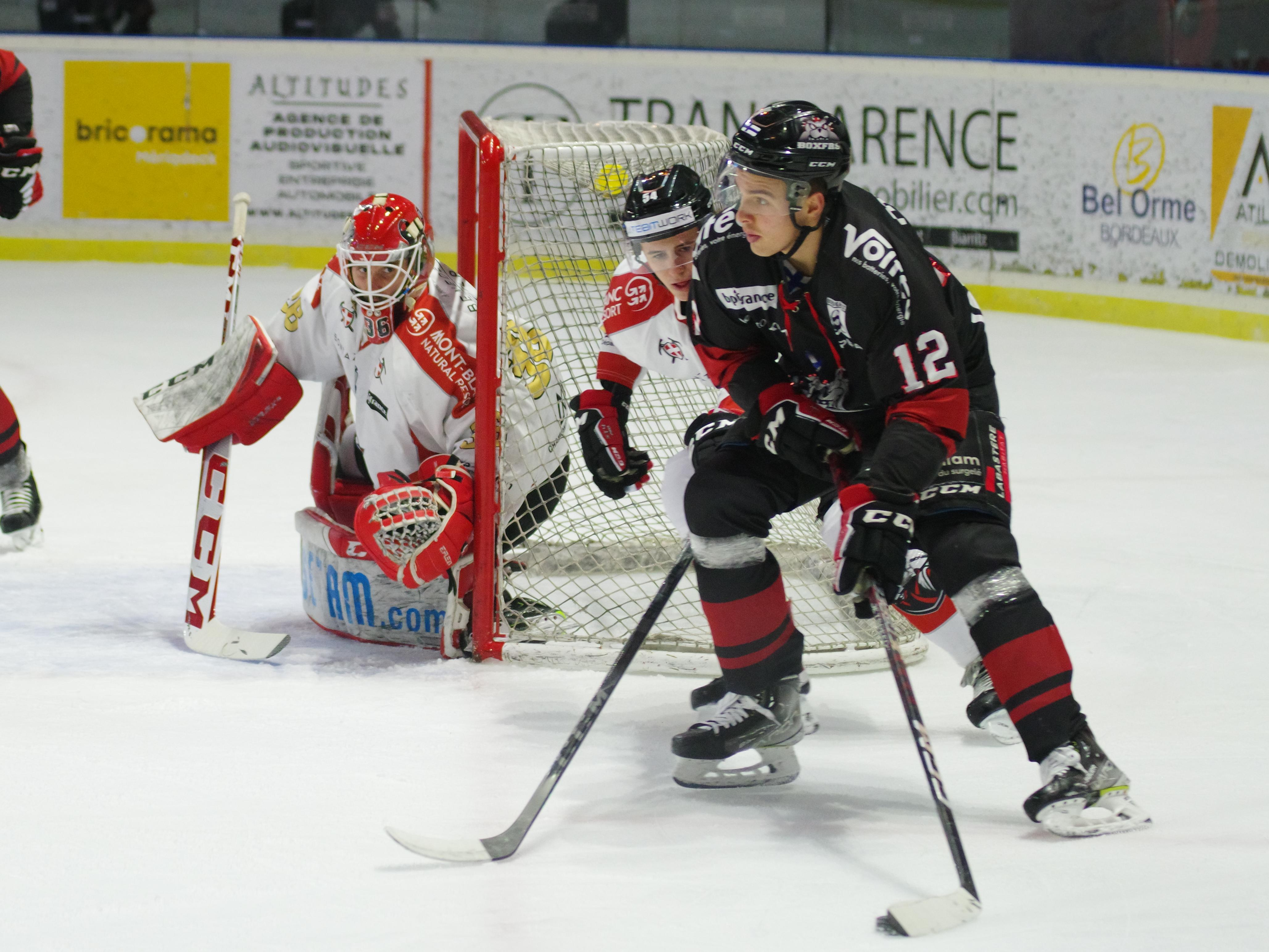
Richard Sabol (2017-2023).

À la suite de cette contre-performance la relation entre Chamonix et Morzine se tend et les Morzinois décident de quitter l'entente. Après cette annonce, la rétrogradation de Dijon libère une place en première division, et c'est la jeune entité qui va prendre cette place sous l'appellation du : Chamonix hockey élite.

## Histoire de rivalité
Chamonix dispute en Ligue Magnus le derby alpin face aux voisins des Brûleurs de loups de Grenoble. Cependant, la Savoie étant le berceau du hockey français, les Pionniers affrontent en Coupe de France les nombreuses équipes savoyardes présentes dans les divisions inférieures. Parmi elles, les Pingouins de Morzine-Avoriaz, les Yétis du Mont-Blanc, les Éléphants de Chambéry, les Chevaliers du Lac d'Annecy ou même les Bouquetins du HCMP peuvent constituer un derby contre les Pionniers.

## Les équipes affiliées
Les Chamois de Chamonix existent encore mais uniquement sous forme d'équipe amateur, les Pionniers de Chamonix étant l'équipe professionnelle du Chamonix HC. Toutes les équipes jeunes évoluent sous le nom de Chamois de Chamonix.
En 2011-2012 est créé le Hockey Club 74, un pôle espoir allant des U20 aux U11 regroupant les meilleurs jeunes de la région. Il s'agit d'une entente entre les Chamois de Chamonix, les Pingouins de Morzine-Avoriaz, les Boucs de Megève et les Aigles de Saint-Gervais.
Les Chevaliers du Lac d'Annecy faisaient à l'origine partie du projet avant de se retirer en 2013-2014.

## Personnalités

### Effectif
| No    | Nom                  | Nat. | Position       | Arrivée                              |
| ----- | -------------------- | ---- | -------------- | ------------------------------------ |
| +029, | Lucas Mugnier        |      | Gardien de but | 2023 - Pingouins de Morzine-Avoriaz  |
| +031, | Tom Aubrun           |      | Gardien de but | 2023 - sans club                     |
| +006, | Mikko Kuukka         |      | Défenseur      | 2022 - Herning Blue Fox              |
| +011, | J.C. Brassard        |      | Défenseur      | 2023 - Nottingham Panthers           |
| +025, | Jérémie Penz         |      | Défenseur      | 2023 - Aigles de Nice                |
| +042, | Alexis Dogémont      |      | Défenseur      | 2023 - Jersey Hitmen                 |
| +046, | Camil Durand         |      | Défenseur      | 2020 - Remparts de Tours             |
| +049, | Jakub Müller         |      | Défenseur      | 2022 - Comarch Cracovia              |
| +054, | Valentin Coffy       |      | Défenseur      | 2020 - Pingouins de Morzine-Avoriaz  |
| +003, | Clément Masson – C   |      | Ailier         | 2020 - Ducs d'Angers                 |
| +007, | Gabriel Chabot       |      | Ailier         | 2023 - Glasgow Clan                  |
| +010, | Jack Walker          |      | Ailier         | 2023 - Comarch Cracovia              |
| +012, | Jari Sailio          |      | Ailier         | 2023 - Ferencvárosi TC               |
| +015, | Lauric Convert       |      | Ailier         | 2020 - Scorpions de Mulhouse         |
| +016, | Bastien Zago         |      | Ailier         | 2023 - Hormadi Anglet                |
| +020, | Julius Persson       |      | Centre         | 2023 - BIK Karlskoga                 |
| +021, | Malo Ville           |      | Centre         | 2022 - Brûleurs de loups de Grenoble |
| +026, | Marius Hénin         |      | Attaquant      | 2022 - Boxers de Bordeaux U20        |
| +051, | Valtteri Suni        |      | Ailier         | 2023 - RoKi                          |
| +067, | Aleksi Poikola       |      | Centre         | 2022 - TUTO Hockey                   |
| +079, | Daniil Tarassov      |      | Ailier         | 2024 - sans club                     |
| +091, | Matthias Terrier     |      | Centre         | 2019 - Boxers de Bordeaux            |
| +096, | Stanislav Lopatchouk |      | Ailier         | 2023 - Gothiques d'Amiens            |

### Entraîneurs
| Année     | Nom                |
| --------- | ------------------ |
| 2016-2017 | Stéphane Gros      |
| 2017      | Santino Pellegrino |
| 2017      | Jan Tlacil         |
| 2017      | Christophe Ville   |
| 2017-2019 | Heikki Leime       |
| 2019-2021 | Timo Saarikoski    |
| 2021-2023 | Marc LeFebvre      |
| 2023-2025 | Janne Sinkkonen    |
| 2023-     | Anatoli Bogdanov   |

### Capitaines
| Année     | Nom            |
| --------- | -------------- |
| 2016-2017 | Clément Masson |
| 2017-2018 | Alain Birbaum  |
| 2018-2019 | Numa Besson    |
| 2019-2020 | Mathieu Briand |
| 2020-     | Clément Masson |

### Présidents
| Année | Nom             |
| ----- | --------------- |
| 2016- | Bernard Molliet |

## Logos

Logo de 2016 à 2017
Logo depuis 2017

## Patinoires
- Richard-Bozon (Depuis 2016)

Le Centre sportif Richard-Bozon est depuis sa construction, en 1962, l'antre des Chamois de Chamonix puis des Pionniers de Chamonix Mont-Blanc, elle possède 1 700 places. Autrefois se trouvait au même endroit le Stade olympique qui accueillit les tout premiers Jeux olympiques d'hiver en 1924 à Chamonix.
- Škoda Arena (Entre 2016 et 2017)

Lors de la saison saison 2016-17, les Pionniers de Chamonix-Morzine évoluent également à la Škoda Arena à Morzine dotée d'une capacité de 1 280 places.